# Jutta Neumann
Judith „Jutta” Neumann z domu Krüger (ur. 22 sierpnia 1932 w Lankwitz w Berlinie) – zachodnioniemiecka lekkoatletka, która specjalizowała się w rzucie oszczepem.

## Kariera sportowa
W 1952 roku podczas swojego jedynego w karierze olimpijskiego występu zajęła 8. miejsce z wynikiem 44,30. Czwarta zawodniczka mistrzostw Europy w Bernie (1954). W kolejnej edycji europejskiego czempionatu zdobyła brązowy medal. Rekord życiowy: 54,66 (1958).